# Dalmàtovo
Dalmàtovo - Далматово (rus) - és una ciutat de l'óblast de Kurgan, a Rússia. Es troba al vessant oest dels Urals, a la vora nord del riu Isset, afluent de l'Irtix. Es troba a 192 km al nord-oest de Kurgan, la capital de la província.